# Улица Кропоткина (Калуга)
Улица Кропоткина — улица в исторической части Калуги, проходит от Гостинорядского переулка до улицы Марата. Одна из границ Сквера имени Ленина. Протяжённость улицы около 270 м.

## История
Проложена в соответствии с градостроительным планом Калуги 1778 года. Называлась Почтамтским (Почтовым) переулком, на улице находился городской почтамт.
Здание городского почтамта было возведено в 1780 году архитектором П. Р. Никитиным по образцовому проекту И. Е. Старова.
На примыкающей к улице территории исторически находился пруд. Позднее на этом месте был устроен плац-парад, а затем разбит сквер, в 1924 году получивший имя Ленина
С установлением советской власти получила имя русского революционера-анархиста, учёного-географа и геоморфолога Петра Кропоткина (1842—1921).
Памятник истории и архитектуры — бывшие усадебные конюшни — планируется реконструировать под выставочный центр

## Достопримечательности
д. 1 — Усадьба Фалеева-Сухозанет
д. 2 — Дом почтмейстера

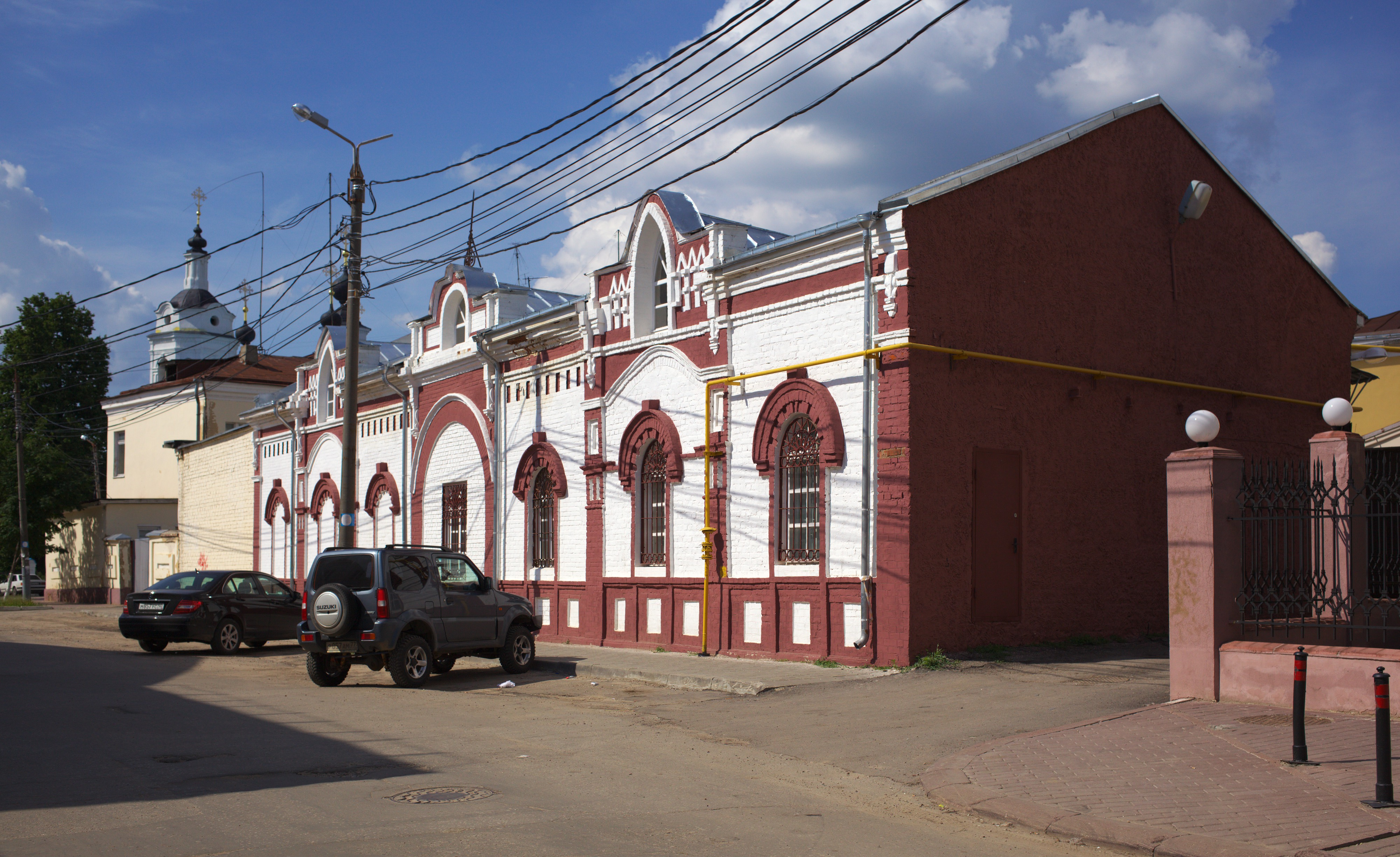
Бывшие конюшни усадьбы Фалеева-Сухозанет

На проезжей части улицы рядом со зданием почты находился исторический нулевой километр. Для удобства туристов знак нулевого километра был перенесён почти на 1 км, на пешеходную часть Театральной улицы.